# Раковка (Орловская область)
Ра́ковка — деревня в составе Голунского сельского поселения Новосильского района Орловской области России.

## Описание
Расположена на высоком левом берегу реки Раковки в 5 км от сельского административного центра села Голунь.
Название получено по гидрониму — речке Раковке. Образована не позднее 70-х годов XVIII века. Обозначена на карте ПГМ Новосильского уезда. Деревня относилась к приходу Покровской церкви села Голунь. Имелась церковно-приходская школа.

## Население
| 1857 | 1859 | 1915  | 2010 |
| ---- | ---- | ----- | ---- |
| 1064 | ↘568 | ↗1709 | ↘5   |